# Arctia depuncta
Arctia depuncta là một loài bướm đêm thuộc phân họ Arctiinae, họ Erebidae.